# Марија Таљони
Марија Таљони (итал. Marie Taglioni; Стокхолм, 23. април 1804 — Марсеј, 24. април 1884) је била балерина из ере романтичног балета и централана личност у историји европског плеса. Она је већи део свог живота провела је у Аустријском царству и Француској. Била је једна од најславнијих балерина романтичног балета, који је култивисан првенствено у Театру Њеног Величанства у Лондону и у Позоришту Краљевске музичке академије Балета Париске опере. Приписује јој се (иако није потврђено) да је била прва балерина која је заиста плесала en pointe.

## Биографија
Рођена је у Стокхолму, Шведска, италијанском кореографу Филипу Таглионију и шведској балетској играчици Софи Карстен, унуци по мајци шведског оперског певача Кристофера Кристијана Карстена и пољске оперске певачице и глумице Софи Стебновске. Њен брат Пол (1808–1884) такође је био играч и утицајни кореограф; наступали су заједно на почетку својих каријера. Њен отац и учитељ Филипо Таљони направио је само за њу балет Силфид (фр. La Sylphide) који ју је прославио као играчицу.
Напустила је Париски опера балет (фр. Paris Opera Ballet) 1837. како би прихватила трогодишњи уговор у Санкт Петербургу у Маријински балету (Mariinsky Ballet). Након њеног последњег наступа у Русији, 1842. њене балетанке су продате за две хиљаде рубаља.
У класични балет увела је позу прекрштених руку, коју је први пут извела у балету Жизела, јер је сматрала да јој је фигура несавршена и да ће је прекрштеним рукама поправити.
Професионалну каријеру балерине завршава 1847. године. Једно време је боравила у Ca d'Oro на Grand Canal-у у Венецији. Када је балет Париске опере реорганизован на строжим, професионалнијим основама, она је била носилац његовог духа. Заједно са директором новог Плесног конзерваторијума, Лисјеном Петипом (фр. Lucien Petipa) и кореографом Лујом Мерантом (фр. Louis Mérante) је била у шесточланом жирију на првом годишњем такмичењу Corps de ballet, одржаном 13. априла 1860.
Касније је држала часове стандардних плесова деци и дамама. Такође је узела и мали број балетских ученика. Њено једино кореографско дело је балет Лептир (фр. Le Papillon) за омиљену ученицу Ему Ливри.
Јохан Штраус II (Johann Strauss II) је у њену част компоновао Полку Марија Таљони користећи музику из свих балета у којима је наступала.

## Брак
Марија је била удата за грофа Огиста Жилбера де Воазена 1835, али се растала 1836. Касније се заљубила у Ежена Дезмареса, верног навијача, који јој је бранио част у дуелу. Десмарес и Марија су имали (ванбрачно) дете 1836. Три године касније Десмарес је умро у несрећи у лову. Године 1842, родила је своје друго дете. Не зна се ко је отац иако је у изводу из матичне књиге рођених као отац наведен Жилбера де Воазена. Маријанина деца су се звала Жорж Филип Мари Жилбер де Воазен и Ежен-Мари-Едвиг Жилбер де Воазен.

## Обука
Марија се као веома млада преселила у Беч са породицом где је започела своје балетско усавршавање под управом Жан-Франсоа Кулона и њеног оца. Након што је Филипо постављен за балет мајстора дворске опере у Бечу, донета је одлука да Мари дебитује у хабзбуршкој престоници. Иако је Мари тренирала са Кулоном, њена техника није била у складу са стандардима који би импресионирали бечку публику. Њен отац је потом створио ригорозан шестомесечни режим тренинга за своју ћерку, где би она била на позицијама за 100 тачака. Тренинг се одвијао свакодневно и састојао се од два сата преподне са тешким вежбама које су се фокусирале на њене ноге и два сата поподне са фокусом на адађо покрете који би јој помогли да усаврши позе у балету. Марија је имала заобљена леђа због чега се нагињала напред и имала је благо изобличене пропорције. Напорно је радила да прикрије своја физичка ограничења повећавајући опсег покрета и развијајући своју снагу. Она је своју енергију усредсредила на своју форму, а мање на бравурозне трикове и пируете. У Бечу је Марија плесала свој први балет у кореографији свог оца под називом „Пријем младе нимфе на двору Терпсихоре”.

## Career
Пре него што се придружила Париској опери, Марија је плесала и Минхену и у Штутгарту, а са 23 године дебитовала је у другом балету у кореографији њеног оца под називом „Сицилијанка“ који је убрзао њену балетску каријеру. Марија је стекла славу као примабалерина у Париској опери када је њен отац за њу креирао балет La Sylphide (1832). Дизајнирана као излог Маријиног талента, био је то први балет у којем је плес en pointe имао естетско образложење и није био само акробатски трик, који је често укључивао неграциозне покрете руку и напоре, као што је то био приступ плесача касних 1820-их.

## Не четири
Године 1837, Таглиони је напустила Балет Позоришта Њеног Величанства да би потписала трогодишњи уговор у Санкт Петербургу са Царским балетом (данас познатим као Балет Киров/Марински). Управо у Русији после њеног последњег наступа у земљи (1842) и на врхунцу „култа балерине“, пар њених шпица продат је за двеста рубаља. Наводно су скуване, и служене са сосом их је појела група балетомана.
У јулу 1845, плесала је са Лусил Гран, Карлотом Гриси и Фани Керито у Pas de Quatre Жила Пероа, балету који је представљао Маријине етеричне квалитете који је заснован на литографским отисцима Алфреда Едварда Шалона. Pas de Quatre је првобитно био кореографиран да буде представљен краљици Викторији, која је присуствовала трећем извођењу.

## Пензионисање, последње године и смрт
Марија се повукла из наступа 1847; једно време се настанила у Ка д'Оро на Великом каналу у Венецији. Када је балет Париске опере реорганизован на строжијим, професионалнијим линијама, она је била његов дух водиља. Са директором новог Конзерваторијума за плес, Лусијеном Петипом, и Петипиним бившим учеником, кореографом Лујем Мерантеом, била је у шесточланом изабраном жирију првог годишњег такмичења за кор де балет, одржаног 13. априла 1860. године.
Њен једини кореографски рад био је Лептир (1860) за њену ученицу Ему Ливри, која је запамћена по смрти 1863. године када је њен костим запалила гасна лампа која се користила за осветљење позорнице. Јохан Штраус II је компоновао „полку Марија Таљони“ (оп. 173) у част нећакиње Марије Таљони, Марије „Пол“ Таљони, такође познате као „Марија млађа“. Ове две жене, које су имале исто име, често су мешане, или поистовећиване једна са другом. Касније у Енглеској, предавала је друштвени и балски плес деци и друштвеним дамама у Лондону; узимала је и ограничен број ђака балета. Живела је на Конота тргу бр. 14 у Лондону од 1875. до 1876. године.

## Смрт
Марија је умрла у Марсеју 22. априла 1884, дан пре свог 80. рођендана.  Њено тело је пренето у Париз. Постоји одређена расправа о томе да ли је она сахрањена на Монмартру или у Пер Лашезу, или да ли гробница на Монмартру припада њеној мајци. Локални плесачи су почели да остављају своје похабане шпиц ципеле на гробу на Монмартру као почаст и захвалност првом плесачу у шпицма.